# Steve Cutler
Steve Cutler (* 26. Mai 1987 in Rutherford, New Jersey) ist ein amerikanischer Wrestler. Er stand zuletzt bei der WWE unter Vertrag.

## Wrestling-Karriere

### Monster Factory Pro Wrestling (2012–2013)
Sein Debüt im Wrestling gab er im Jahr 2012 bei Monster Factory. Hier wurde er von Danny Cage und Larry Sharpe ausgebildet. Über die Zeit konnte er die MFPW Heavyweight Championship und auch MFPW Tag Team Championship gewinnen.

### World Wrestling Entertainment (2014–2021)
Im Jahr 2014 unterschrieb Cutler bei der WWE und begann mit dem Training im WWE Performance Center. Am 1. Februar 2018 gründeten Cutler und Wesley Blake ein Tag-Team namens The Forgotten Sons. In der NXT-Folge vom 17. Februar griffen The Forgotten Sons, zusammen mit Jaxson Ryker und Lacey Evans, die Gruppe SAnitY an. Es folgten über die Zeit nur vereinzelte Auftritte bei den NXT TV-Shows.
In der SmackDown-Folge vom 10. April 2020 gab Cutler zusammen mit den Forgotten Sons sein Debüt im Main Roster und besiegte zusammen mit Wesley Blake die Lucha House Party Gran Metalik und Lince Dorado. Nach einem Sieg über die damaligen SmackDown Tag Team Champions Kofi Kingston und Big E sicherten sie sich ein Titelmatch. Das Match um die Titel konnten sie nicht gewinnen.
Nach einem negativen Twitterpost von ihrem Stable-Kollegen Ryker wurden sie aus den Shows geschrieben. Am 4. Dezember kehrte er zusammen mit Blake in die Shows zurück, sie begleiteten King Corbin zum Ring.
Am 5. Februar 2021 wurde er von der WWE entlassen.

## Titel und Auszeichnungen
- Monster Factory Pro Wrestling
  - MFPW Heavyweight Championship (1×)
  - MFPW Tag Team Championship (1×) mit Mike Spanos